# Domenico Mazzocchi
Domenico Mazzocchi (* 8. November 1592 in Civita Castellana; † 21. Januar 1665 in Rom) war ein italienischer Komponist des Barock. 

## Leben und Werk
Möglicherweise war Mazzocchi ein Schüler von Giovanni Battista Nanino. 1614 war er als römischer Bürger und 1619 als Priester und Doktor der Rechtswissenschaften bekannt. Er war ab 1640 in den Diensten des Kardinals Ippolito Aldobrandini, eines Großneffen des gleichnamigen Papstes Clemens VIII. in Rom. Dank dessen Mäzenatentums lebte Mazzocchi in großem Luxus. Bedeutend ist sein Beitrag zur Entwicklung einer eigenständigen römischen Oper. In seinem einzigen Gattungsbeitrag, La catena d'Adone (1626) vergrößert er gegenüber den Vorgängern die Anzahl der ariosen Stücke und der Arien, da er das aus Florenz stammende Rezitativ als langweilig empfand. Spätere Werke wie geistliche Dialoge und vokale Kammermusik gehören mit ihrem Pathos dem Hochbarock an. Die Drucke seiner Werke gehören zu den ersten, in denen dynamische Bezeichnungen, wie crescendo, diminuendo, oder messa di voce angegeben wurden.
Sein Bruder Virgilio Mazzocchi (1597–1646) war Musiker und Komponist im Vatikan.

## Werke
- Fünfstimmige Madrigale (Rom, 1638)
- La catena d'Adone (Rom, 1626)
- 1 italienisches Oratorium  (Coro di profeti, 1638)
- 7 lateinische Oratorien
- 2 Sammlungen mit Arien (Dialoghi et sonetti)